# Vanishing
"Vanishing" é uma canção gravada e produzida pela cantora americana Mariah Carey para seu álbum de estreia, Mariah Carey (1990). Carey compôs a canção com o baterista Ben Margulies antes de assinar seu contrato de gravação com a Columbia Records em 1988. Ao descrever o fim de um relacionamento romântico, a letra detalha como um amante está desaparecendo lentamente da vida do outro. Categorizada nos gêneros gospel e pop tradicional, "Vanishing" é uma balada com composição inspirada no blues, na qual os vocais de Carey são acompanhados apenas por um piano acústico tocado por Richard Tee.
Após o lançamento de Mariah Carey, críticos musicais compararam "Vanishing" a outras faixas do álbum e vários a elegeram a melhor do disco. Considerada uma das principais obras de Carey em sua carreira, a canção recebeu uma recepção positiva em retrospectivas. Após apresentar "Vanishing" ao vivo em um clube de Nova York e no programa de televisão americano Saturday Night Live em 1990, ela a incluiu no repertório de sua turnê Music Box Tour de 1993. As cantoras americanas Syesha Mercado e Kelly Clarkson apresentaram versões cover ao vivo.

## Antecedentes e lançamento

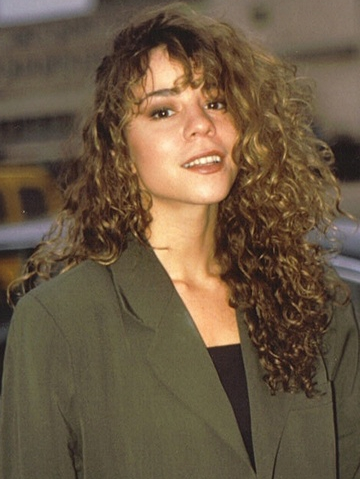
Mariah Carey (fotografada em 1990) escreveu "Vanishing" com Ben Margulies antes de assinar com a Columbia Records.

Quando adolescente, em meados da década de 1980, a cantora americana Mariah Carey iniciou uma parceria de composição com o baterista Ben Margulies. Uma de suas canções, "Vanishing", estava presente na fita demo de Carey, o que levou a Columbia Records a lhe oferecer um contrato de gravação em 1988. A dupla escreveu a maioria das canções de seu primeiro álbum de estúdio, Mariah Carey, que a Columbia lançou em 12 de junho de 1990. Situada como a quinta canção, após a produção pesada de "Someday", "Vanishing" tem um som mais esparso em comparação com as outras faixas. Foi a primeira canção que Carey produziu sozinha e a única que ela fez isso para o álbum.
Carey descreveu "Vanishing" como sua faixa favorita do álbum: "Eu gostei de fazer isso porque me deu mais liberdade para cantar e foi a música mais pessoal para mim." Em vez de lançá-lo como single, a Columbia lançou "Vanishing" como lado B das canções de Carey "Love Takes Time" (1990) e "Emotions" (1991). Também estava presente no maxi single "I'll Be There" de 1992. Em 2010, a Columbia e a Legacy Recordings incluíram "Vanishing" em dois álbuns de compilação: The Essential Mariah Carey e Playlist: The Very Best of Mariah Carey. Relativamente desconhecida entre o público em geral, a música é um corte profundo favorecido pelos fãs de Carey.

## Composição
Inspirada nos gêneros blues, gospel e pop tradicional, "Vanishing" é uma canção sentimental na forma de uma balada. Sua letra é sobre a angústia de alguém em meio ao fim gradual de um relacionamento romântico: "Você está desaparecendo / se afastando". De acordo com Andrew Chan, autor de Why Mariah Carey Matters, a música "transmite perda romântica por meio de metáforas de desaparecimento físico e percepção ocluída". A música, composta por Carey e Margulies, tem um andamento lento e uma melodia que oscila. Sua composição dura quatro minutos e onze segundos; um piano acústico tocado por Richard Tee é a única instrumentação. Carey considerou reforçá-la com outros sons, como bateria, para torná-la mais viável comercialmente, mas optou por "preservar a integridade da música - deixá-la realmente simples".
A faixa foi projetada e mixada por Patrick Dillett nos estúdios The Power Station e The Hit Factory na cidade de Nova Iorque. Foi masterizada por Bob Ludwig no Masterdisk de Nova Iorque. Jill Warren do The Indianapolis Star considerou a composição assombrosa e Melissa A. Jacques do St. Petersburg Times disse que ela evocava "emoção e espiritualidade de arrepiar".
A voz de Carey varia de sussurros abafados a tons de assobio agudos. Ela não usa todo o seu alcance vocal durante os dois primeiros versos; os estilos de melisma e riffs aparecem na segunda metade da música. Seu primeiro uso de belting, um som gutural, ocorre durante a ponte. Carey conclui com um crescendo no final da música. Seu desempenho vocal recebeu comparações com os vocais das cantoras americanas Aretha Franklin, Tramaine Hawkins, e Suzanne Vega.

## Recepção crítica
"Vanishing" recebeu comentários críticos limitados após o lançamento de Mariah Carey. Os escritores musicais a compararam com outras canções do álbum; vários a nomearam a melhor faixa. De acordo com Stephen Holden do The New York Times, ela exibiu a reverência de Carey pela música gospel mais do que outras. Muitos elogiaram o canto de Carey por mostrar contenção e destreza. Sentimentos positivos semelhantes em relação ao desempenho vocal de Carey e à arte na música se repetiram em análises retrospectivas do álbum.
Os críticos consideraram "Vanishing" uma faixa subestimada e de destaque na discografia de Carey. O colaborador do Courier-Post, Jeff Hall, considerou a música seu melhor trabalho em 1993 e Vincent Stephens a nomeou uma das melhores faixas do álbum de Carey em uma crítica de 2000 para o periódico acadêmico Popular Music and Society. Em 2020, a equipe da Billboard como um todo a classificou como a sétima melhor música da carreira de Carey. De acordo com Chan, "Vanishing" é a balada mais bonita entre suas primeiras gravações e suas letras são excepcionalmente avançadas em comparação com outras neste período, como "Can't Let Go" (1991).

## Apresentações ao vivo
Carey cantou "Vanishing" enquanto promovia Mariah Carey em 1990. Em 22 de outubro daquele ano, ela cantou no clube Tatou na cidade de Nova Iorque e recebeu críticas retrospectivas positivas. Imagens da apresentação foram incluídas no álbum de vídeo de 1991 The First Vision e seu áudio foi lançado posteriormente em The Live Debut – 1990, um extended play digital de 2020. Carey reprisou a música em 29 de outubro de 1990, no programa de televisão americano Saturday Night Live, após "Vision of Love". O escritor da Rolling Stone, Christopher R. Weingarten, classificou-a em 19º lugar em uma lista de 2017 das melhores performances musicais da história do show. Carey mais tarde cantou "Vanishing" durante a Music Box Tour de 1993 como uma dedicação a Tee, que morreu antes do início dos shows. Vários críticos descreveram-na como uma das melhores performances do concerto.
Outros artistas executaram versões cover ao vivo de "Vanishing". Vários críticos elogiaram a performance vocal da cantora americana Syesha Mercado, que a cantou como concorrente na sétima temporada do programa de televisão American Idol em 2008. Rodney Ho, do The Atlanta Journal-Constitution, comentou que a interpretação foi "controlada, mas emocional, adorável". Em 2020, a cantora americana Kelly Clarkson cantou "Vanishing" a cappella em sua casa durante a pandemia de COVID-19.

## Créditos e pessoal
- Mariah Carey  – compositora, produtora, arranjadora, vocalista principal, vocalista de apoio
- Ben Margulies  – compositor, arranjador
- Patrick Dillett  – engenharia, mixagem
- Richard Tee  – piano
- Bob Ludwig  – masterização[3]